# Павлинка (Могилёвская область)
Павлинка — деревня в составе Вишовского сельсовета Белыничского района Могилёвской области Белоруссии.

## Географическое положение
Ближайшие населённые пункты: Николаевка, Рудня, Лямница, Клины.